# Ботанічний сад Найробі
Ботанічний сад Найробі (англ. Nairobi Botanic Gardens) — ботанічний сад у місті Найробі, столиці Кенії. Сад заснований 1995 року, його площа 7 гектарів.
Ботанічний сад є членом Міжнародної ради ботанічних садів з охорони рослин (BGCI) і має міжнародний код NAIRM.

## Історія
Ботанічний сад Найробі створений відносно недавно, оскільки до здобуття незалежності цей регіон Африки був відомий як Британська Східна Африка, і ботанічні сади цієї британської колонії були розташовані на території сучасної Уганди.
Як наслідок, коли 1963 року Кенія домоглася незалежності від Великої Британії, вона, як і багато інших нових держав, залишилася без власного Національного ботанічного саду.
1995 року група консультантів з Королівських ботанічних садів у К'ю, ботаніки зі східно-африканського гербарію і співробітники національного музею Кенії створили сад площею 5,3 га (плюс 1,75 га додатково) лише за 1,5 км від центру Найробі.

## Колекції
Ботанічний сад Найробі розбитий на 17 тематичних колекцій, в яких представлені 600 видів місцевих і 80 видів екзотичних рослин. 
Деякі колекції:
- Сукуленти,
- Орхідні,
- Cycadaceae,
- Ароїдні,
- Трав'янисті рослини,
- Ліани,
- Дендрарій.